# Anzonico
Anzonico är en ort i kommunen Faido i kantonen Ticino, Schweiz. 
Anzonico var tidigare en egen kommun, men den 1 april 2012 inkorporerades den i Faido.